# Edvard Hoem
Edvard Hoem (nasceu a 10 de Março de 1949) é um escritor e "professor do estado" ("government scholar") norueguês.
Fez a sua estreia literária em 1969 com a colectânea de poesia Som grønne musikantar. Foi premiado com o Prémio dos Críticos de Literatura Noruegueses (Norwegian Critics Prize for Literature) em 1974 pelo romance Kjærleikens ferjereiser. Ganhou o Prémio Melsom (Melsom Prize) em 2006 , e o Prémio Peter Dass (Peter Dass Prize) em 2007 pelo romance Mors og fars historie. Recebeu o Prémio Ibsen (Norwegian Ibsen Award) em 2008 pela peça Mikal Hetles siste ord.
Vários dos seus livros - Kjærleikens ferjereiser (1974), Prøvetid (1984), Ave Eva (1987) e Mors og fars historie (2005) - foram nomeados para o Pémio de Literatura do Conselho Nórdico (Nordic Council's Literature Prize), mas não ganharam este prémio.
Hoem foi diretor do teatro de Molde, Teatret Vårt, no período de 1997-1999. Traduziu pelo menos onze obras de Shakespeare para norueguês.

## Traduções
Principais traduções de Edvard Hoem (Ano da tradução entre parênteses).
- King Lear de William Shakespeare (1981)
- Romeo and Juliet de William Shakespeare (1985)
- The Merchant of Venice de William Shakespeare (1990)
- Troilus and Cressida de William Shakespeare (1993)
- Othello de William Shakespeare (1996)
- The Taming of the Shrew de William Shakespeare (1997)
- Richard III de William Shakespeare  (1998)
- Macbeth de William Shakespeare (1999)
- As You Like It de William Shakespeare (2000)
- O Sonho de August Strindberg (2004)
- Henrique IV, Parte 1 e Henrique IV, Parte 2 de William Shakespeare (2008–2009)

## Prémios
- The Sunnmøre Prize 1974 por Kjærleikens ferjereiser
- Norwegian Critics Prize for Literature 1974 por Kjærleikens ferjereiser
- Pastor Alfred Andersson-Rysst Bursary 1978
- Aschehoug Prize 1985
- Nynorsk Literature Prize 1987 por Ave Eva
- Dobloug Prize 1988
- Melsom Prize 1988
- Gyldendal's Endowment 1989
- The Sarpsborg Prize 1993
- Bible Prize da Norwegian Bible Society pela reimpressão da Bíblia em 1995
- Emmaus Prize 2004 por Krituskonfigurasjonar
- Melsom Prize 2006 por Mors og fars historie (História da mãe e do pai)
- Peter Dass Prize 2007 por Mors og fars historie (História da mãe e do pai)
- Ibsen Prize 2008
- Ikaros Prize
- Neshornet, Klassekampen's Cultural Prize 2009
- Government scholar 2012

## Ligações Externas
- Edvard Hoem em Aschehoug Agency
- Edvard Hoem em Forlaget Oktober